# Hội đồng Chính phủ Phạm Văn Đồng lần 5
Hội đồng Chính phủ Phạm Văn Đồng lần 5, hay còn được gọi là Chính phủ Quốc hội khóa VI là chính phủ thứ 29 của Việt Nam, và được Quốc hội khóa VI phê chuẩn thông qua.
Người đứng đầu Hội đồng Chính phủ là Thủ tướng Phạm Văn Đồng. Hội đồng Chính phủ do ông đứng đầu được Quốc hội bầu ra tại kỳ họp thứ 1, Quốc hội khóa VI.
Chính phủ khóa VI là chính phủ đầu tiên của nước Cộng hòa Xã hội chủ nghĩa Việt Nam, là chính phủ sau thống nhất đầu tiên của đất nước.
Trong giai đoạn này, Chính phủ phải trải qua 2 cuộc chiến bảo vệ Tổ quốc là Tây Nam và phía Bắc. Đồng thời bị sự bao vây cấm vận của các nước phương Tây, Chính phủ phải tự đương đầu gánh vác.
Sau khi Hiến pháp 1980 được thi hành và công bố, trong Chính phủ đã cải tổ lại hoàn toàn cho phù hợp với Hiến pháp mới.

## Thành lập
Ngày 24/6/1976 kỳ họp đầu tiên Quốc hội khóa VI đã khai mạc tại Hà Nội, có 482/492 đại biểu tham dự. Đoàn Chủ tịch điều hành kỳ họp gồm 36 thành viên.
Ngày 2/7/1976 Quốc hội đã nhất trí thông qua các nghị quyết về tên nước, Quốc kỳ, Quốc huy, Thủ đô và Quốc ca của nước Việt Nam thống nhất.Đồng thời tiến hành bầu các vị lãnh đạo các cơ quan cao nhất của Nhà nước và thành lập Chính phủ mới để điều hành công việc của nước nhà. 

## Thành viên
| Chức vụ       | Trực thuộc                                           | Tên               | Chức vụ trong Đảng                                                                | Ghi chú khác                                              |
| ------------- | ---------------------------------------------------- | ----------------- | --------------------------------------------------------------------------------- | --------------------------------------------------------- |
| Thủ tướng     | Chính phủ                                            | Phạm Văn Đồng     | Ủy viên Bộ Chính trị                                                              |                                                           |
| Phó Thủ tướng | Chính phủ                                            | Võ Nguyên Giáp    | Ủy viên Bộ Chính trị                                                              |                                                           |
| Phó Thủ tướng | Chính phủ                                            | Lê Thanh Nghị     | Ủy viên Bộ Chính trị Bí thư ban Bí thư (bổ sung từ tháng 3/1980)                  |                                                           |
| Phó Thủ tướng | Chính phủ                                            | Nguyễn Duy Trinh  | Ủy viên Bộ Chính trị Bí thư ban Bí thư                                            | Đến tháng 2/1980                                          |
| Phó Thủ tướng | Chính phủ                                            | Nguyễn Lam        | Ủy viên Trung ương Đảng Bí thư ban Bí thư                                         | Từ 2/1980                                                 |
| Phó Thủ tướng | Chính phủ                                            | Tố Hữu            | Ủy viên Bộ Chính trị dự khuyết Ủy viên Bộ Chính trị (từ 3/1980) Bí thư ban Bí thư | Từ 2/1980                                                 |
| Phó Thủ tướng | Chính phủ                                            | Đỗ Mười           | Ủy viên Bộ Chính trị dự khuyết                                                    |                                                           |
| Phó Thủ tướng | Chính phủ                                            | Võ Chí Công       | Ủy viên Bộ Chính trị                                                              |                                                           |
| Phó Thủ tướng | Chính phủ                                            | Trần Quỳnh        | Ủy viên Trung ương Đảng                                                           | Từ 1/1981                                                 |
| Phó Thủ tướng | Chính phủ                                            | Huỳnh Tấn Phát    |                                                                                   |                                                           |
| Phó Thủ tướng | Chính phủ                                            | Phạm Hùng         | Ủy viên Bộ Chính trị                                                              |                                                           |
| Bộ trưởng     | Bộ Nội vụ                                            | Trần Quốc Hoàn    |                                                                                   | đến 2/1980                                                |
| Bộ trưởng     | Bộ Nội vụ                                            | Phạm Hùng         | Ủy viên Bộ Chính trị                                                              | Phó Thủ tướng kiêm chức từ 2/1980                         |
| Bộ trưởng     | Bộ Ngoại giao                                        | Nguyễn Duy Trinh  | Ủy viên Bộ Chính trị                                                              | Phó Thủ tướng kiêm chức đến 2/1980                        |
| Bộ trưởng     | Bộ Ngoại giao                                        | Nguyễn Cơ Thạch   | Ủy viên Trung ương Đảng                                                           | từ 2/1980                                                 |
| Bộ trưởng     | Bộ Quốc phòng                                        | Võ Nguyên Giáp    | Ủy viên Bộ Chính trị                                                              | Phó Thủ tướng kiêm chức đến 2/1980                        |
| Bộ trưởng     | Bộ Quốc phòng                                        | Văn Tiến Dũng     | Ủy viên Trung ương Đảng                                                           | từ 2/1980                                                 |
| Bộ trưởng     | Phó Chủ nhiệm Ủy ban Kế hoạch Nhà nước               | Nguyễn Hữu Mai    | Ủy viên Trung ương Đảng                                                           | đến 2/1980                                                |
| Bộ trưởng     | Phó Chủ nhiệm Ủy ban Kế hoạch Nhà nước               | Trần Quỳnh        | Ủy viên Trung ương Đảng                                                           | từ 2/1980 đến 1/1981                                      |
| Bộ trưởng     | Phó Chủ nhiệm Ủy ban Kế hoạch Nhà nước               | Trần Phương       | Ủy viên Trung ương Đảng dự khuyết                                                 | từ 2/1980 đến 1/1981)                                     |
| Bộ trưởng     | Phó Chủ nhiệm Ủy ban Kế hoạch Nhà nước               | Vũ Đại            |                                                                                   | từ 1/1981                                                 |
| Bộ trưởng     | Bộ Nông nghiệp                                       | Võ Thúc Đồng      | Ủy viên Trung ương Đảng                                                           | đến 7/1977                                                |
| Bộ trưởng     | Bộ Nông nghiệp                                       | Võ Chí Công       | Ủy viên Bộ Chính trị                                                              | Phó Thủ tướng kiêm chức từ 7/1977 đến 1979                |
| Bộ trưởng     | Bộ Nông nghiệp                                       | Nguyễn Ngọc Trìu  | Ủy viên Trung ương Đảng                                                           | từ 1979                                                   |
| Bộ trưởng     | Phụ trách Khoa học và Kỹ thuật Nông nghiệp           | Nghiêm Xuân Yêm   |                                                                                   |                                                           |
| Bộ trưởng     | Bộ Lâm nghiệp                                        | Hoàng Văn Kiểu    | Ủy viên Trung ương Đảng                                                           | đến 2/1977                                                |
| Bộ trưởng     | Bộ Lâm nghiệp                                        | Trần Kiên         | Ủy viên Trung ương Đảng                                                           | từ 2/1979 đến 1/1981                                      |
| Bộ trưởng     | Bộ Lâm nghiệp                                        | Phan Xuân Đợt     |                                                                                   | từ 1/1981                                                 |
| Bộ trưởng     | Bộ Thủy lợi                                          | Nguyễn Thanh Bình | Ủy viên Trung ương Đảng                                                           | đến 1/1981                                                |
| Bộ trưởng     | Bộ Thủy lợi                                          | Nguyễn Cảnh Dinh  |                                                                                   | từ 1/1981                                                 |
| Bộ trưởng     | Bộ Cơ khí Luyện kim                                  | Nguyễn Côn        | Ủy viên Trung ương Đảng                                                           | đến 11/1977                                               |
| Bộ trưởng     | Bộ Cơ khí Luyện kim                                  | Nguyễn Văn Kha    |                                                                                   | từ 11/1977                                                |
| Bộ trưởng     | Bộ Điện và Than                                      | Nguyễn Chấn       | Ủy viên Trung ương Đảng dự khuyết                                                 | đến 1/1981, khi chia tách Bộ                              |
| Bộ trưởng     | Bộ Điện lực                                          | Phạm Khai         |                                                                                   | từ 1/1981, khi thành lập Bộ                               |
| Bộ trưởng     | Bộ Mỏ và Than                                        | Nguyễn Chấn       | Ủy viên Trung ương Đảng dự khuyết                                                 | từ 1/1981, khi thành lập Bộ                               |
| Bộ trưởng     | Bộ Xây dựng                                          | Đỗ Mười           | Ủy viên Bộ Chính trị dự khuyết                                                    | Phó Thủ tướng kiêm chức đến 11/1977                       |
| Bộ trưởng     | Bộ Xây dựng                                          | Đồng Sĩ Nguyên    |                                                                                   | từ 11/1977                                                |
| Bộ trưởng     | Bộ Công nghiệp nhẹ                                   | Vũ Tuân           | Ủy viên Trung ương Đảng                                                           | đến 2/1977                                                |
| Bộ trưởng     | Bộ Công nghiệp nhẹ                                   | Trần Hữu Dư       | Ủy viên Trung ương Đảng dự khuyết                                                 | từ 2/1977                                                 |
| Bộ trưởng     | Bộ Lương thực và Thực phẩm                           | Ngô Minh Loan     |                                                                                   | đến 4/1979                                                |
| Bộ trưởng     | Bộ Lương thực và Thực phẩm                           | Hồ Viết Thắng     |                                                                                   | từ 4/1979 đến 1/1981                                      |
| Bộ trưởng     | Bộ Công nghiệp Thực phẩm                             | Vũ Tuân           | Ủy viên Trung ương Đảng                                                           | từ 1/1981, khi thành lập Bộ                               |
| Bộ trưởng     | Bộ Lương thực                                        | La Lâm Gia        | Ủy viên Trung ương Đảng                                                           | từ 1/1981, khi thành lập Bộ                               |
| Bộ trưởng     | Bộ Hải sản                                           | Võ Chí Công       | Ủy viên Bộ Chính trị                                                              | Phó Thủ tướng kiêm chức đến 2/1977                        |
| Bộ trưởng     | Bộ Hải sản                                           | Nguyễn Quang Lâm  | Ủy viên Trung ương Đảng                                                           | từ 2 đến 11/1977                                          |
| Bộ trưởng     | Bộ Hải sản                                           | Đỗ Chính          | Ủy viên Trung ương Đảng dự khuyết                                                 | từ 11/1977 đến 1/1981                                     |
| Bộ trưởng     | Bộ Hải sản                                           | Nguyễn Tấn Trịnh  |                                                                                   | từ 1/1981                                                 |
| Bộ trưởng     | Bộ Nội thương                                        | Hoàng Quốc Thịnh  |                                                                                   | đến 11/1977                                               |
| Bộ trưởng     | Bộ Nội thương                                        | Trần Văn Hiển     | Ủy viên Trung ương Đảng                                                           | từ 11/1977 đến 1/1981                                     |
| Bộ trưởng     | Bộ Nội thương                                        | Trần Phương       | Ủy viên Trung ương Đảng dự khuyết                                                 | từ 1/1981                                                 |
| Bộ trưởng     | Bộ Ngoại thương                                      | Đặng Việt Châu    |                                                                                   | đến 2/1980                                                |
| Bộ trưởng     | Bộ Ngoại thương                                      | Lê Khắc           | Ủy viên Trung ương Đảng dự khuyết                                                 | từ 2/1980                                                 |
| Bộ trưởng     | Bộ Tài chính                                         | Đào Thiện Thi     |                                                                                   | đến 2/1977                                                |
| Bộ trưởng     | Bộ Tài chính                                         | Hoàng Anh         | Ủy viên Trung ương Đảng                                                           | từ 2/1977                                                 |
| Bộ trưởng     | Bộ Lao động                                          | Nguyễn Thọ Chân   |                                                                                   | đến 2/1981                                                |
| Bộ trưởng     | Bộ Lao động                                          | Đào Thiện Thi     |                                                                                   | từ 2/1981                                                 |
| Bộ trưởng     | Bộ Vật tư                                            | Trần Sâm          | Ủy viên Trung ương Đảng                                                           |                                                           |
| Bộ trưởng     | Bộ Văn hóa                                           | Nguyễn Văn Hiếu   |                                                                                   | đến 1977                                                  |
| Bộ trưởng     | Bộ Văn hóa và Thông tin                              | Nguyễn Văn Hiếu   |                                                                                   | sau khi thành lập Bộ mới tiếp tục giữ chức Bộ trưởng      |
| Bộ trưởng     | Bộ Đại học và Trung học chuyên nghiệp                | Nguyễn Đình Tứ    | Ủy viên Trung ương Đảng dự khuyết                                                 |                                                           |
| Bộ trưởng     | Bộ Giáo dục                                          | Nguyễn Thị Bình   |                                                                                   |                                                           |
| Bộ trưởng     | Bộ Y tế                                              | Vũ Văn Cẩn        |                                                                                   |                                                           |
| Bộ trưởng     | Bộ Thương binh và Xã hội                             | Dương Quốc Chính  | Ủy viên Trung ương Đảng                                                           |                                                           |
| Bộ trưởng     | Phụ trách Công trình Sông Đà                         | Hà Kế Tấn         | Ủy viên Trung ương Đảng                                                           | đến 5/1978                                                |
| Bộ trưởng     | Phụ trách Công tác Dầu khí                           | Đinh Đức Thiện    | Ủy viên Trung ương Đảng                                                           |                                                           |
| Bộ trưởng     | Phủ Thủ tướng                                        | Đặng Thí          | Ủy viên Trung ương Đảng                                                           | đến 2/1977                                                |
| Bộ trưởng     | Phủ Thủ tướng                                        | Vũ Tuân           | Ủy viên Trung ương Đảng                                                           | từ 2/1977 đến 1/1981                                      |
| Bộ trưởng     | Phủ Thủ tướng                                        | Đặng Việt Châu    |                                                                                   | từ 1/1981                                                 |
| Bộ trưởng     | Phụ trách Công tác Văn hóa, Giáo dục ở Phủ Thủ tướng | Trần Quang Huy    |                                                                                   | đến 2/1980                                                |
| Bộ trưởng     | Chủ nhiệm Văn phòng Phủ Thủ tướng                    | Phan Mỹ           |                                                                                   |                                                           |
| Bộ trưởng     | Phụ trách Viện Khoa học Việt Nam                     | Trần Đại Nghĩa    |                                                                                   | từ 4/1977                                                 |
| Bộ trưởng     | Chủ nhiệm Ủy ban Pháp chế của Chính phủ              | Trần Quang Huy    | Ủy viên Trung ương Đảng                                                           | từ 2/1980                                                 |
| Chủ nhiệm     | Ủy ban Dân tộc                                       | Lê Quảng Ba       | Ủy viên Trung ương Đảng                                                           | đến 2/1977                                                |
| Chủ nhiệm     | Ủy ban Dân tộc                                       | Vũ Lập            | Ủy viên Trung ương Đảng                                                           | từ 2/1977 đến 6/1978                                      |
| Chủ nhiệm     | Ủy ban Kế hoạch Nhà nước                             | Lê Thanh Nghị     | Ủy viên Bộ Chính trị Bí thư ban Bí thư (bổ sung tháng 3/1980)                     | Phó Thủ tướng kiêm chức đến 2/1980                        |
| Chủ nhiệm     | Ủy ban Kế hoạch Nhà nước                             | Nguyễn Lam        | Ủy viên Trung ương Đảng Bí thư ban Bí thư                                         | Phó Thủ tướng kiêm chức từ 2/1980                         |
| Chủ nhiệm     | Ủy ban Vật giá Nhà nước                              | Tô Duy            |                                                                                   | đến 2/1981                                                |
| Chủ nhiệm     | Ủy ban Vật giá Nhà nước                              | Đoàn Trọng Truyến |                                                                                   | từ 2/1981                                                 |
| Chủ nhiệm     | Ủy ban Khoa học và Kỹ thuật Nhà nước                 | Trần Đại Nghĩa    |                                                                                   | đến 2/1977                                                |
| Chủ nhiệm     | Ủy ban Khoa học và Kỹ thuật Nhà nước                 | Trần Quỳnh        | Ủy viên Trung ương Đảng                                                           | từ 2/1977 đến 2/1980                                      |
| Chủ nhiệm     | Ủy ban Khoa học và Kỹ thuật Nhà nước                 | Lê Khắc           | Ủy viên Trung ương Đảng dự khuyết                                                 | Quyền từ 2/1980                                           |
| Chủ nhiệm     | Ủy ban Xây dựng Cơ bản Nhà nước                      | Huỳnh Tấn Phát    |                                                                                   | Phó Thủ tướng kiêm chức từ 1979, sau khi thành lập Ủy ban |
| Chủ nhiệm     | Ủy ban Thanh tra Chính phủ                           | Trần Nam Trung    |                                                                                   |                                                           |
| Tổng giám đốc | Ngân hàng Nhà nước Việt Nam                          | Hoàng Anh         |                                                                                   | đến 2/1977                                                |
| Tổng giám đốc | Ngân hàng Nhà nước Việt Nam                          | Trần Dương        |                                                                                   | từ 2/1977 đến 2/1981                                      |
| Tổng giám đốc | Ngân hàng Nhà nước Việt Nam                          | Nguyễn Duy Gia    |                                                                                   | từ 2/1981                                                 |